# Pampelonne

Pampelonne este o comună în departamentul Tarn din sudul Franței. În 2009 avea o populație de 736 de locuitori.

## Evoluția populației
| An        | 1975 | 1982 | 1990 | 1999 | 2006 | 2009 |
| --------- | ---- | ---- | ---- | ---- | ---- | ---- |
| Populație | 833  | 671  | 715  | 669  | 702  | 736  |